# Număr ordinal
În teoria mulțimilor, un număr ordinal, sau simplu ordinal, este un obiect care caracterizează tipul de ordonare al unei mulțimi bine ordonate oarecare. Ordinalele sunt de obicei identificate cu mulțimile ereditare tranzitive. Ele sunt o extensie a numerelor naturale diferite de numerele întregi și de cardinale. Ca și alte tipuri de numere, ordinalele pot fi adăugate, înmulțite și exponențiate. 